# 威廉·麥唐納
威廉·麥唐納（英語：William McDonough，1951年2月21日—），美國生態建築師，他的職涯重心在於設計環境永續的建築物及改造工業生產流程，並在中國提出“可持續發展示範村”。黃柏峪村是由威廉·麥克唐納構思。

## 参見
- 黃柏峪村
- 從搖籃到搖籃設計